# Lista de transmissoras do Campeonato Europeu de Futebol de 2016
A UEFA, com o auxílio da CAA Eleven e outras agências vendeu os direitos de transmissão do UEFA Euro 2016 às emissoras/estações abaixo indicadas.